# Ra ta ta
Ra ta ta è un singolo del cantautore italiano Mahmood, pubblicato il 14 giugno 2024 come primo estratto dalla riedizione streaming del terzo album in studio Nei letti degli altri.

## Descrizione
Il brano, scritto dallo stesso cantautore con Jacopo Angelo Ettorre, in arte Jacopo Èt, è prodotto da Francesco Catitti, in arte Katoo, e MadFingerz.

## Video musicale
Il video musicale, diretto da Attilio Cusani e dallo stesso Mahmood e girato in Tunisia, è stato pubblicato in concomitanza all'uscita del singolo attraverso il canale YouTube del cantautore.

## Tracce
Testi di Alessandro Mahmoud e Jacopo Angelo Ettorre, musiche di Alessandro Mahmoud, Jacopo Angelo Ettorre, Francesco Catitti e Emilio Barberini.
1. Ra ta ta – 2:32

## Classifiche

### Classifiche settimanali
| Classifica (2024) | Posizione massima |
| ----------------- | ----------------- |
| Italia            | 6                 |

### Classifiche di fine anno
| Classifica (2024) | Posizione |
| ----------------- | --------- |
| Italia            | 34        |

## Riconoscimenti
- Videoclip Italia Awards
  - 2025 – Candidatura al migliore make-up & hair[9]
  - 2025 – Candidatura al migliore styling